# Gitter (Salzgitter)
Salzgitter-Gitter ist einer der insgesamt 31 Stadtteile der kreisfreien Stadt Salzgitter in Niedersachsen, gelegen in der Ortschaft Süd. Gitter (auch „Gitter am Berge“ genannt) war bis 1940 ein eigenständiges Dorf im Landkreis Goslar. Im April 1940 wurde der Ort in die damalige Stadt Salzgitter (heute Salzgitter-Bad) eingegliedert und 1949 zu einem eigenständigen Stadtteil von Salzgitter.

## Geographie
Gitter ist einer der südlichsten Stadtteile Salzgitters und grenzt fast übergangslos an Salzgitter-Bad, den zweitgrößten Stadtteil.
Die Gebietsfläche des Stadtteils, der zusammen mit Salzgitter-Bad eine Gemarkung bildet, misst rund 298,4 Hektar.

## Geschichte
Die erste bekannte Erwähnung des Ortes Gitter findet man in einer Aufzählung der Güter des Klosters in Fulda aus dem Ende des 8. Jahrhunderts. In dieser wird berichtet, dass Harwart von Sachsen aus dem Geschlecht der Immedinger Güter aus Geizheres (dem heutigen Gitter) an das Kloster Fulda übertragen hat. (Das Original dieser Urkunde wurde nicht gefunden, es existiert aber eine Abschrift aus dem 12. Jahrhundert. Auch wird der Zeitpunkt dieser Schenkung nicht genannt, kann aber aus dem Zusammenhang mit anderen datierbaren Berichten dieser Urkunde abgeleitet werden). Gitter gehörte damals dem Salzgau an, zu dem u. a. auch die umliegenden Orte Ringelheim und Gustedt gehörten. Grabungsfunde aus dem Bereich der einstigen Saline Salzliebenhalle (diese lag in der Nähe des heutigen Marktplatzes von Salzgitter-Bad) haben gezeigt, dass im Salzgau bereits im 6. Jahrhundert Salz gewonnen wurde.
Beispielhafte frühere Ortsnamen von Gitter sind: Geizheres (Ende 8. Jh.), Gaeteri (1007), Iehthere (1086), Gethere (1125/1131), Getdere (1153/1178), Jetre (1181), Getere (~1226/1272) und Gythere (1309). Die Schreibweise Geizheres fällt ein wenig aus dem Rahmen, es wird aber angenommen, dass es sich hier um eine „Verhochdeutschung“ bei der Abschrift der Urkunde handelt. Eine der möglichen Deutungen des Ortsnamens geht von einer Ableitung des altsächsischen Wortes giotan / gêotan für fließen aus und verbindet dieses mit der nahen Salzquelle. Eine andere Deutung leitet den Namen von gat ab, das einen Durchgang oder eine Öffnung bezeichnet. Damit wird auf die geografische Lage Gitters an einer Senke zwischen dem Gitterberg und dem Salzgitter-Höhenzug hingewiesen.
Die Zugehörigkeit des Ortes hat sich im Laufe der Geschichte mehrfach geändert. Im 9. Jahrhundert gehörte das Geschlecht der Immedinger zu den Grundherren in Gitter. Als Heinrich I. 909 Mathilde aus dem Geschlecht der Immedinger heiratete, fielen deren Besitztümer in Gitter an den damaligen Herzog von Sachsen. Mit Heinrichs Krönung 919 wurden dieser Besitz zum Reichsgut – die Krone im Wappen von Gitter zeugt noch heute davon. Zu Beginn des Jahres 1086 übertrug Heinrich IV. das Reichsgut an den Bischof Udo von Hildesheim. Diese Schenkung war eine Art Entschädigungsleistung des Kaisers an den Bischof. Der Bischof hatte sich nämlich im Konflikt zwischen Heinrich und dem Papst – dem Investiturstreit – auf die Seite des Kaisers gestellt und hatte Heinrich auch in den Auseinandersetzungen mit dem sächsischen Adel unterstützt.
Im 13. Jahrhundert bis 1342 waren in Getere die reichsfreien Edelherren von Meinersen reich begütert. Laut ihrem Lehnsregister gaben sie ihre Besitzungen in Gitter als Lehen an folgende Adelsfamilien: von Gustedt, von Othfresen, von Gowische, von Velstede, von Astfeld, von Mahlum, von Wallmoden, von Oberg, von Henneckenrode und von Harlingeberg. Die Hälfte der Salz-Grafschaft (mit Rechten und Zoll) über die Saline gaben sie um 1220 und um 1280 als Lehen an Bruno von Gustedt und alle seine Brüder.
Nach Ende der Hildesheimer Stiftsfehde fiel Gitter für 120 Jahre unter die Herrschaft der Herzöge von Braunschweig-Wolfenbüttel. Als Ergebnis des Hildesheimer Hauptrezesses vom 17. April 1643 gehörte Gitter bis 1802 wieder zum Hochstift Hildesheim. Als am 3. August 1802 preußische Soldaten in das Bistum Hildesheim einmarschierten, fiel das Hochstift Hildesheim – und mit ihm Gitter – an das Königreich Preußen. In der Franzosenzeit von 1807 bis 1813 gehörte Gitter als Commune im Canton Salzgitter im Distrikt Goslar im Departement der Oker zum Königreich Westphalen.
Ab 1815 war Gitter wieder ein Teil des Königreichs Hannover, das wiederum 1866 vom Königreich Preußen annektiert wurde. Hier gehörte Gitter zunächst zum Amt Liebenburg. Als dieses infolge der Neugliederung der preußischen Landordnung vom 6. März 1884 aufgelöst wurde, wurde aus der Stadt Goslar und den Amtsbezirken Liebenburg und Wöltingerode der Landkreis Goslar gebildet, dem Gitter von nun an angehörte. Auf Betreiben der 1937 gegründeten Reichswerke Hermann Göring wurde die Gemeinde Gitter am Berge zum 1. April 1940 in das benachbarte Salzgitter (heute Salzgitter-Bad) eingemeindet. Seit dem 1. April 1942 gehört es der neugegründeten Stadt Watenstedt-Salzgitter an.
Nach dem Krieg strebte neben anderen Ortschaften auch Gitter eine Rückkehr in den Landkreis Goslar an, dieses wurde aber abgelehnt. Gitter erhielt aber am 25. April 1949 seine Eigenständigkeit und wurde damit zum 29. Stadtteil von Watenstedt-Salzgitter. 1951 wurde die Stadt in Salzgitter umbenannt und alle Stadtteile erhielten zu ihrem bisherigen Namen den Vorsatz Salzgitter, Gitter wurde also zu Salzgitter-Gitter.
Vor der eigentlichen Eingemeindung verlor die frühere Gemeinde Gitter am Berge bereits größere Flächen an Salzgitter, unter anderem 1936, als der Ortsteil Gittertor nach Salzgitter eingemeindet wurde. So wurde für das Jahr 1900 eine Fläche von 835,2 Hektar nachgewiesen, und das Gemeindelexikon für das Königreich Preußen nennt eine Fläche von 835,3 Hektar. Das ist fast das Dreifache der Fläche des heutigen Stadtteils, der nur noch knapp 300 Hektar groß ist.

### Garßenhof

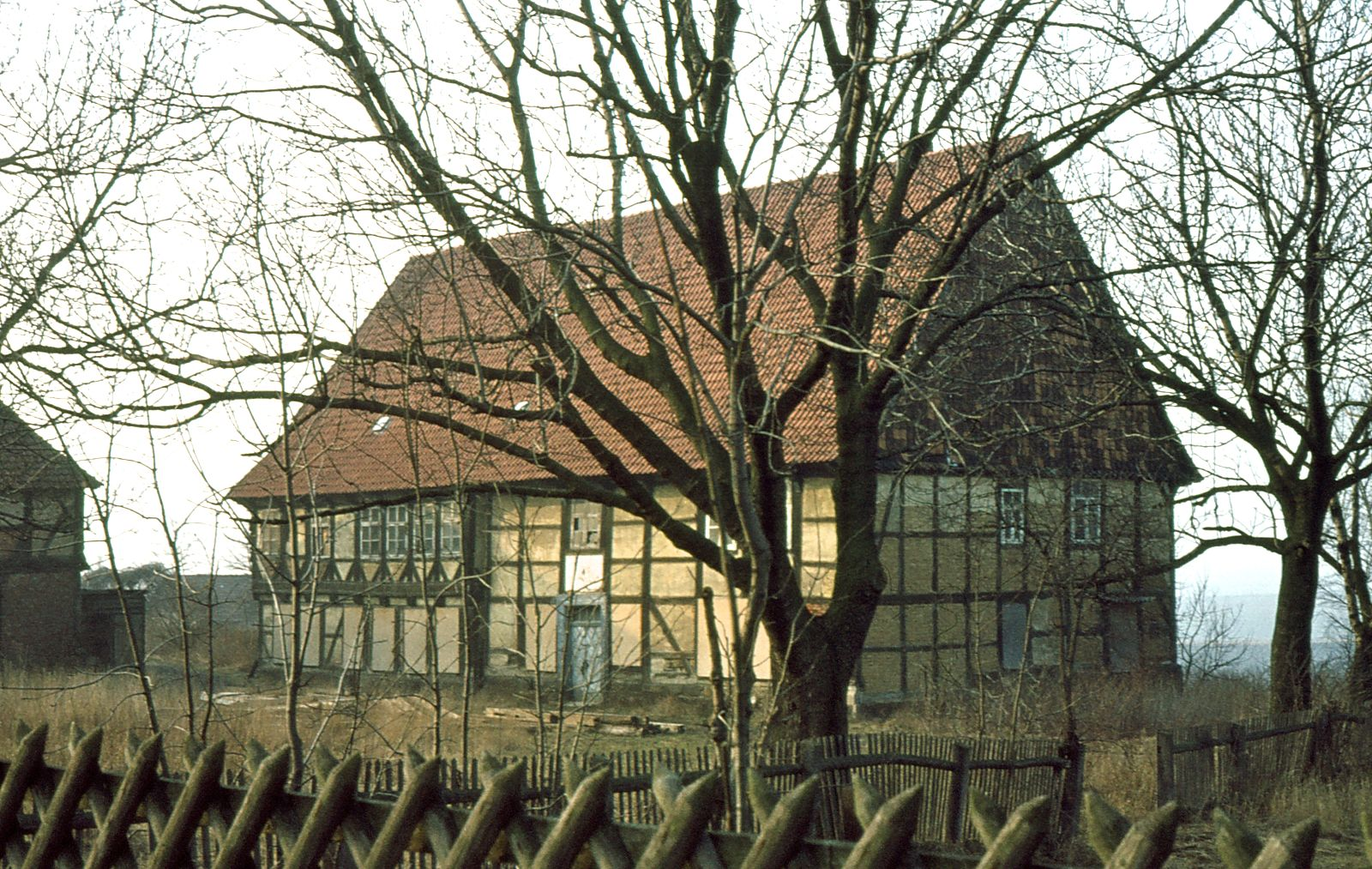
Wohngebäude des Garßenhofes in Salzgitter-Gitter, Aufnahme 1964

Die bekannteste Hofstelle Gitters war der Garßenhof. Dieser wurde 1557 erbaut, sein Besitzer zählte zu den Ackerbauern des Ortes. Das Wohnhaus des Hofes wurde 1980–82 nach Salzgitter-Bad umgesetzt und steht heute zwischen dem Ratskeller und dem Kniestedter Gutshaus.

### Erzbergbau um Gitter
Aus dem ausgehenden 17. Jahrhundert finden sich bereits Belege für einen Abbau von Eisenerz in der Region des südlichen Salzgitter. So z. B. wurde 1682 durch den Hildesheimer Statthalter Jobst Edmund von Brabeck an der Innerste bei Dörnten ein „wirkliches Berg- und Hüttenwerk“ erbaut, die Eisenhütte Kunigunde. Das Eisenerz hierzu bezog er aus der Eisenkuhle östlich der Finkenköpfe – einem Höhenzug bei Dörnten. Und um 1750 wurde an der Innerstefurt bei Hohenrode eine Erzwäsche betrieben.
Zwischen 1830 und 1930 gab es zahlreiche Kleinbetriebe, in denen, teils im Tagebau, teils in kleinen Stollen, Erz gefördert wurde. Im Gebiet um Gitter waren dies u. a. Segen Gottes – später Grube Finkenkuhle (1865–1874, 1887–1900, 1919–1930), Morgenröthe (1858/59, 1893) und Ida (1870–1873, 1920, 1923, 1925–1933).
1919/21 entdeckte Johannes Weigelt im Auftrag der Erzstudiengesellschaft bei Versuchsbohrungen den Ringelheimer Erzgraben, der stellenweise eine Mächtigkeit von über 100 m aufwies. In der Folgezeit wurde auf der Flur Gitter östlich des Ortes im August 1936 mit dem Abteufen des Schachtes Gitter begonnen, als vorläufige Endteufe wurden 95 m erreicht. Im Januar 1937 wurde im Grubenfeld Morgenröthe, nördlich von Gitter, der Wetterschacht Galberg niedergebracht, hier wurde im Mai eine Endteufe vom 84 m erreicht.

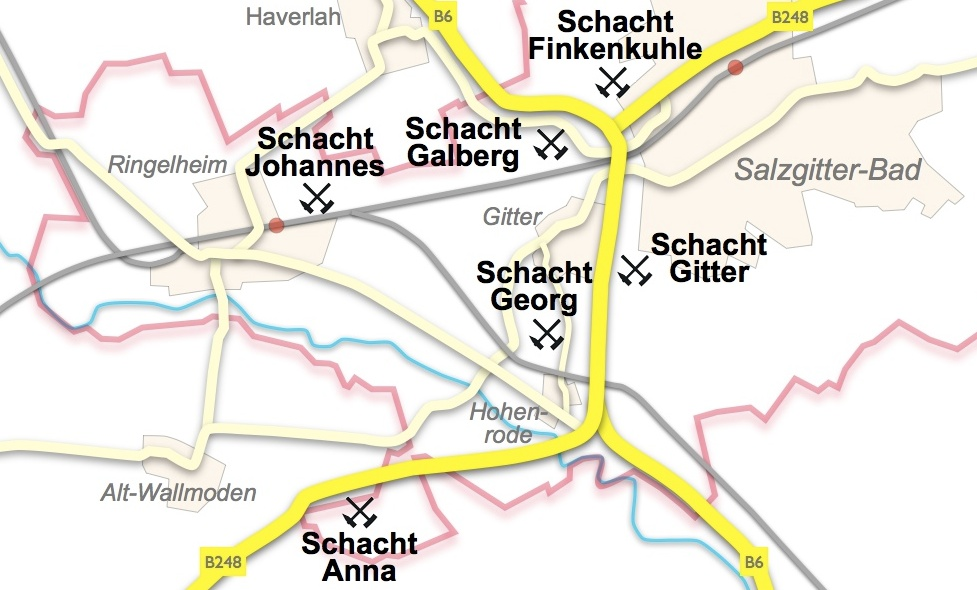
Karte der Erzbergbau-Schachtanlagen im Süden Salzgitters

Mit der Gründung der Reichswerke Hermann Göring zum 1. Oktober 1937 wurden die Bergbaubetriebe im Salzgittergebiet von den Reichswerken übernommen. Ziel war es, den Erzbergbau zur Versorgung des geplanten Stahlwerkes weiter auszubauen, um eine Unabhängigkeit Deutschlands von ausländischen Erzlieferungen zu erreichen.
In der Folge wurden im Süden Salzgitters beim Aufbau der Grube Gitter-Georg (ab 1954 Verbundbergwerk Georg) zahlreiche Schachtbauarbeiten durchgeführt:
- Schacht Gitter: Baubeginn August 1936, Endteufe 95 m. Zwischen Oktober 1938 und Januar 1939 auf 227 m abgeteuft.
- Schacht Finkenkuhle: zwischen März 1938 und Februar 1939 auf 169 m abgeteuft.
- Schacht Galberg: Baubeginn Januar 1937, bis Mai 1937 auf 84 m und von Januar bis Juni 1938 auf 151 m abgeteuft. Zwischen Juni 1940 und Februar 1941 wurde der Schachtdurchmesser auf 5 m erweitert und der Schacht auf 440 m abgeteuft.
- Schacht Johannes: Baubeginn Januar 1939, Endteufe von 941 m im Oktober 1940 erreicht.
- Wetterschacht Anna: Baubeginn November 1939. Oktober 1940 Abbruch der Arbeiten bei 634 m wegen Wassereinbruchs.
- Schacht Georg: Baubeginn Februar 1939, die Endteufe 587 m wurde im November 1940 erreicht. Nach dem Krieg wurde Schacht Georg zwischen Januar 1951 und Februar 1952 bis auf 829,5 m abgeteuft.

Zu Kriegsende wurde der Erzbergbau zunächst eingestellt und ein Teil der Gruben soff ab. 1946 wurde in der Grube Finkenkuhle der Bergbau wieder aufgenommen, 1948 auch in den Gruben Gitter und Georg. Alle Schächte waren unter Tage miteinander verbunden. Bis 1956 wurden die gewonnenen Erze untertägig nach Finkenkuhle gebracht und dort zu Tage gefördert, danach wurde die Erzförderung auf Schacht Georg umgestellt.
Als erster der Schächte wurde im Dezember 1953 der Schacht Gitter stillgelegt und zum 1. April 1954 wurden die Gruben Georg und Finkenkuhle zusammengelegt. Im Juli 1956 begann in Finkenkuhle die Einstellung der Erzförderung. In den folgenden Jahren wurden die Abnahmebedingungen für die nur aufwändig zu verhüttenden Salzgitter-Erze immer schlechter. Hieraus resultierte ein anhaltender Verfall der Preise für die Salzgitter-Erze, der einen wirtschaftlichen Betrieb der Gruben nicht mehr zuließ. So wurde als letzte Grube in der Region auf Schacht Georg zum 28. Februar 1965 die Erzförderung eingestellt. Zuletzt wurden 1966 die Wetterschächte Galberg und Johannes aufgegeben. Bis zur Stilllegung waren in den Gruben Finkenkuhle und Gitter/Georg 18,79 Millionen Tonnen Erz gefördert worden.

### Bevölkerungsentwicklung
Eine frühe Angabe stammt aus einem Hufenschatz- und Zehnteinnahmenregister von 1525 – hier werden 11 Höfe in Gitter genannt. Das Liebenburger Erbregister von 1548 berichtet detailliert über die Zahl der Höfe, Eigentümer, Meier und Abgaben. Es gab insgesamt 23 Höfe, davon 6 Ackerhöfe (mit etwa 46 Hufen), 4 Halbspännerhöfe und 13 Kothöfe (mit etwa 14 Hufen Land) sowie einen freien Ackerhof. An Land wurden insgesamt 60 Hufen Feldmark aufgezählt, dazu kamen 700 Morgen Wald und 200 weitere Morgen, die den Herren von Schwicheldt, von Cramm und dem Kloster Ringelheim gehörten. Im Kirchenbuch von 1573 hatte der damalige Pfarrer und Spezialsuperintendent Georg Tappe eine erste namentliche Aufzählung aller „Inwohner des Dorfes“ niedergeschrieben, hier wurden 180 Personen genannt.
1758 hatte sich die Zahl der großen Höfe kaum verändert, jetzt waren es 5 Ackerhöfe, 3 Halbspännerhöfe, 11 Kothöfe, 8 Brinksitzer und 9 Häuslinge. In einer Steueraufstellung aus dem gleichen Jahr werden 161 Personen aufgeführt, dazu zählte auch das Dienstpersonal wie Mägde und Knechte. Und 1808 lebten in 41 Häusern schon 344 Einwohner.
Durch den Aufbau des Erzbergbaus und der Reichswerke Hermann Göring stieg die Einwohnerzahl bis 1939 auf 750 an. Nach Ende des Zweiten Weltkrieges kamen zahlreiche Flüchtlinge und Vertriebene hinzu, so dass 1953 mit 1346 Einwohnern ein Höchststand erreicht wurde. Schon zwei Jahre später waren es nur noch 890 Einwohner, davon 253 Flüchtlinge. Zwischen 1955 und 2004 pendelt die Einwohnerzahl zwischen 800 und 900 Einwohnern, seitdem ist sie analog zum Trend von ganz Salzgitter leicht rückläufig.
| Jahr | Einwohner |
| ---- | --------- |
| 1821 | 341       |
| 1848 | 465       |
| 1871 | 533       |
| 1925 | 605       |
| 1933 | 661       |
| 1939 | 750       |
| 1946 | 1000      |
| 1950 | 1158      |
| 1953 | 1346      |

| Jahr | Einwohner |
| ---- | --------- |
| 1955 | 890       |
| 1960 | 840       |
| 1970 | 775       |
| 1980 | 829       |
| 1990 | 815       |
| 2000 | 898       |
| 2006 | 782       |
| 2010 | 750       |
| 2012 | 789       |

| Jahr | Einwohner |
| ---- | --------- |
| 2014 | 764       |
| 2016 | 774       |
| 2018 | 778       |
| 2019 | 771       |
| 2020 | 765       |
| 2021 | 772       |
| 2022 | 789       |
| 2023 | 771       |
| 2024 | 782       |

## Religion

### Geschichte der Gemeinde

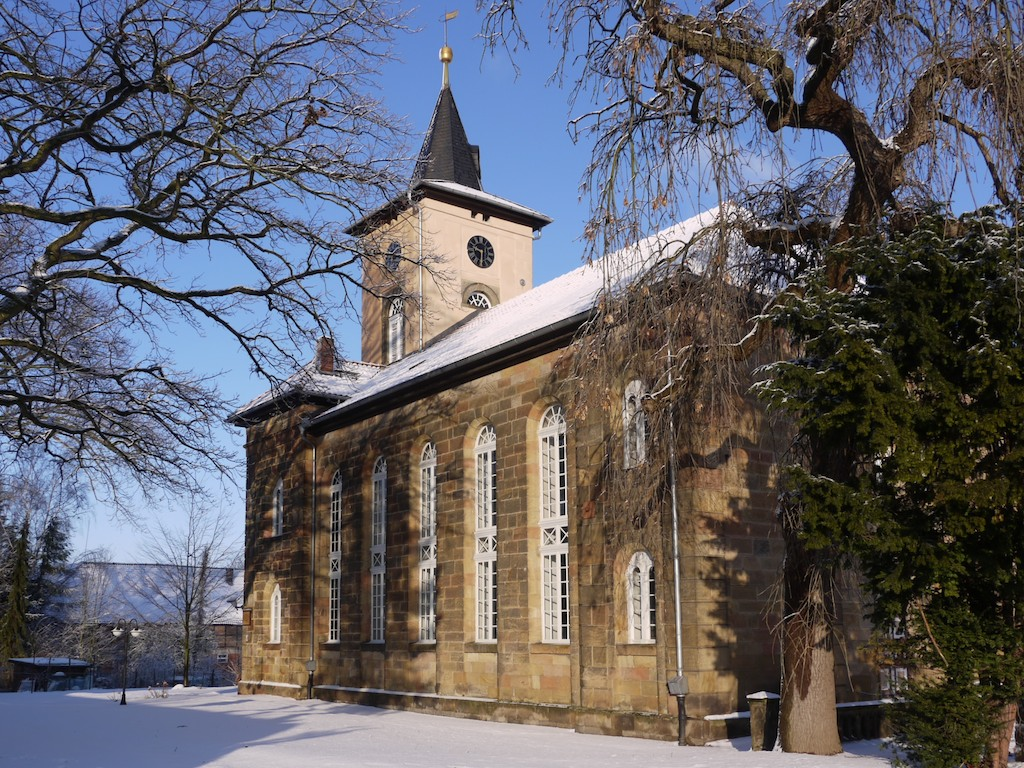
Kirche von Salzgitter-Gitter

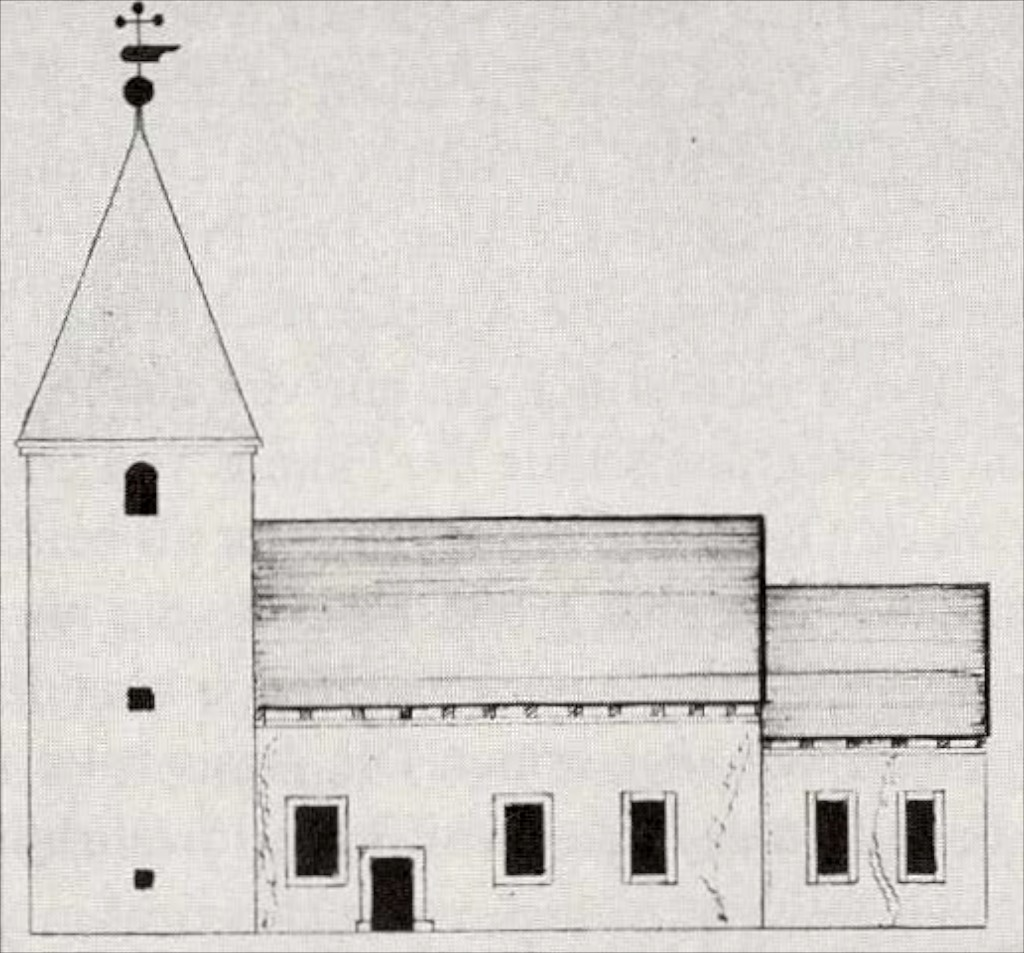
Georgskirche zu Gitter – Zeichnung von 1820

Bereits im 8. und 9. Jh. wurde die hiesige Gegend durch Mönche aus Fulda missioniert. Zu dieser Zeit muss in Gitter bereits eine Kirche gestanden haben, die vermutlich dem heiligen St. Georg geweiht war, dem Schutzheiligen der Waffenschmiede sowie der Reiter und Pferde. Gitter war damals Sitz eines Archidiakonats, das um die Mitte des 16. Jahrhunderts nach Salzgitter verlegt wurde. Für die nächsten fast 430 Jahre hatte kein Pfarrer mehr seinen Wohn- und Amtssitz in Gitter. Seit der Zeit bilden Gitter und Hohenrode eine Kirchengemeinde.
Erst 1959 zog erstmals seit 1530 wieder ein Pfarrer in das zu diesem Zweck neu erbaute Pfarrhaus nach Gitter. Die Eigenständigkeit der Kirche in Gitter wechselte in der Vergangenheit mehrfach und Gitter wurde zeitweilig durch eine zweite Pfarrstelle der Mariae-Jacobi-Gemeinde aus Salzgitter-Bad betreut. Seit 2018 bildet die Gemeinde mit den evangelischen Gemeinden von Salzgitter-Bad einen Kirchenverband, der 2023 zusammen mit der Kirche von Groß Mahner die Kirchengemeinde TRINITATIS in Salzgitter-Bad bildet.

### Geschichte der Christuskirche
Spätestens im 12. Jahrhundert stand schon die erste Kirche in Gitter. Wegen Baufälligkeit wurde erstmals 1820 ein Neubau erwogen, der aber erst in den Jahren 1844–1846 nach den Plänen des hannoverschen Baumeisters Ludwig Hellner realisiert wurde und der in äußerlich unveränderter Form bis heute erhalten ist. Seit dem 150-jährigen Jubiläum am 1. September 1996 trägt die Kirche den Namen "Christuskirche".

## Politik

### Wappen
Die Krone in der mittelalterlichen Form einer Blattkrone erinnert an die Zeit vor 1086, als Gitter zum königlichen Besitz gehörte. Die Salzkristalle (Rauten) verweisen auf die 1125 erwähnte Saline, die für den Ort eine große wirtschaftliche Bedeutung hatte. Diese sind als Gitter angeordnet und stehen so als Sinnbild für den Ortsnamen. Das grüne Schildfeld steht für die Landwirtschaft, die lange der wichtigste Erwerbszweig des Ortes war. Das Wappen wurde am 12. Juni 1989 von einer Bürgerversammlung als Ortswappen angenommen.

## Wirtschaft und Infrastruktur
Gitter ist typisch dörflich geprägt. Neben der Dorfgemeinschaft Gitter wird das dörfliche Leben in unterschiedlichen Vereinen gepflegt.
Der Ort liegt an den Bundesstraßen B 6 (Goslar – Hannover) und B 248 (Seesen – Braunschweig). Es gibt Busanbindungen an Salzgitter-Bad, Salzgitter-Hohenrode und Salzgitter-Ringelheim. Salzgitter-Gitter liegt an der Bahnstrecke Börßum–Kreiensen zwischen Salzgitter-Bad und Salzgitter-Ringelheim, ein Haltepunkt existiert jedoch nicht. 

## Sehenswürdigkeiten
Auf dem Gitterberg östlich des Ortes liegt der Segelflugplatz Zum Schäferstuhl, von welchem man einen weiten Blick in den nahegelegenen Harz hat, sowie zur anderen Seite auf Salzgitter-Bad.